# Iglesia Episcopal de San Ignacio de Antioquía (Nueva York)
La Iglesia Episcopal de San Ignacio de Antioquía (en inglés, St. Ignatius of Antioch Church) es una iglesia episcopal histórica, ubicada en 552 West End Avenue, en la esquina sureste de 87th Street, en el vecindario Upper West Side de Manhattan (Estados Unidos). Fue construida en 1903 y agregada al Registro Nacional de Lugares Históricos en 1999. En 2020, reportó 252 miembros, una asistencia promedio de 80 y 274 356 dólares en ingresos.

## Historia
La congregación fue fundada en 1871 por Ferdinand C. Ewer, como parte del movimiento anglo-católico. La elección bastante inusual del santo titular, el obispo y mártir Ignacio de Antioquía del primer siglo, parece haber sido motivada por el énfasis de Ignacio en la centralidad de la Eucaristía y en el papel unificador del obispo. Irónicamente, la parroquia iba a tener relaciones un tanto difíciles con los obispos de Nueva York en sus primeras décadas debido a las tensiones sobre sus prácticas anglo-católicas.
La parroquia se reunió por primera vez en la antigua Iglesia de la Santa Luz (una parroquia para ciegos), en 437 Seventh Avenue, luego en la antigua Iglesia reformada holandesa de San Pablo, ubicada en 54-56 West 40th Street y frente a lo que ahora es Bryant Park, antes de erigir el edificio actual. La iglesia actual, construida bajo el segundo rector de la parroquia, Arthur Ritchie, fue diseñada según los estándares ritualistas, incluidas características como una pila permanente para agua bendita en la entrada y un confesionario incorporado. Los primeros servicios se llevaron a cabo en el nuevo edificio en 1902. El obispo de Nueva York, Henry Codman Potter manifestó su desaprobación de las tendencias ritualistas de la parroquia por su ausencia en la inauguración; el obispo Charles C. Grafton de Fond du Lac, líder del partido anglo-católico en la Iglesia Episcopal, presidió en su lugar.
San Ignacio de Antioquía fue una de las primeras parroquias anglo-católicas en dar la bienvenida al ministerio de mujeres ordenadas. En 1980 Ellen Barrett, la primera mujer abiertamente gay ordenada en la Iglesia Episcopal, predicó en los servicios del Viernes Santo; más tarde fue invitada a convertirse en sacerdote asociado de la parroquia. Este movimiento fue controvertido en ese momento, y tendió a dividir a San Ignacio de muchas de sus parroquias hermanas anglo-católicas que fueron más lentas en dar la bienvenida y afirmar el ministerio de la mujer. Casi al mismo tiempo, la parroquia pasó de usar varias ediciones del Misal Anglicano a usar el Rito I del Libro de Oración Común de 1979, con la continuación de las características ritualistas tradicionales, como el Ángelus, el Asperges y los propios menores cantados en latín. a los tonos del canto gregoriano.

## Arquitectura
El elegante edificio gótico inglés de San Ignacio se completó en 1902 según los diseños del arquitecto Charles C. Haight, quien también construyó el Seminario Teológico General de Nueva York. El interior cruciforme está hecho de ladrillo romano con arcos de piedra que sostienen un techo de vigas de madera. El sótano y varios de los espacios subsidiarios cuentan con techos de tejas Guastavino. El enriquecimiento adicional del mobiliario interior se llevó a cabo en 1924-1930 bajo la dirección del arquitecto Ralph Adams Cram. Estas adiciones incluyen la cubierta en forma de aguja para la pila bautismal, las Estaciones de la Cruz de madera tallada, el retablo y otros muebles de la Lady Chapel, y las estatuas policromadas de la Santísima Virgen María, San Ignacio y el Sagrado Corazón de Jesús.

## Órgano
El órgano de la iglesia fue construido en 1966 por Casavant Frères de Quebec. A raíz del daño extenso al instrumento causado por la falla de un tanque de agua ubicado sobre las tuberías, el órgano se renovó ampliamente en 2010-2011. La iglesia destaca por la excelencia de su coro profesional, que tiene una particular afinidad por la música del Renacimiento. Gracias a su excelente acústica, la iglesia también acoge un notable ciclo de conciertos.

## Galería

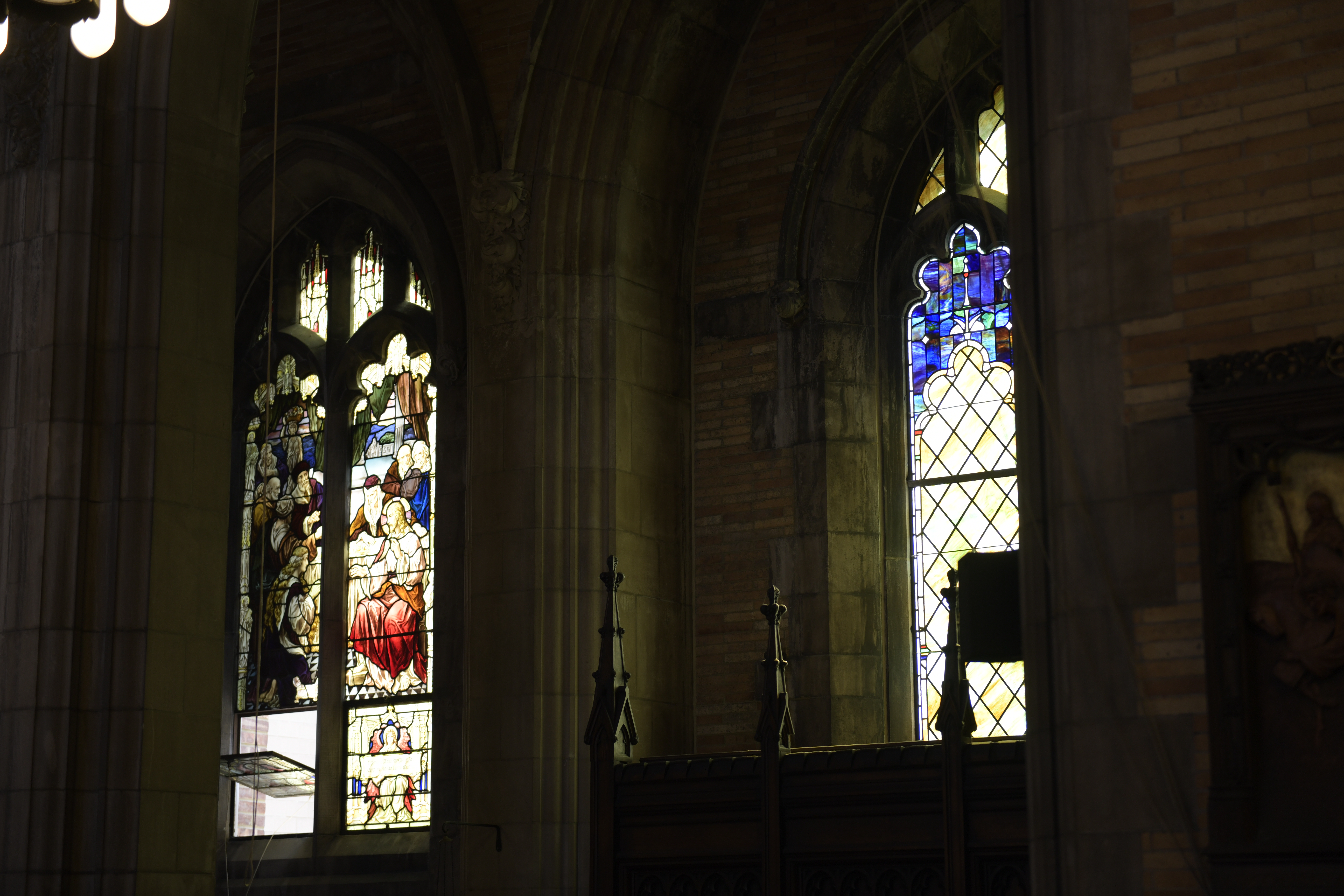
Vitrales en la pared sur de la nave en el extremo este
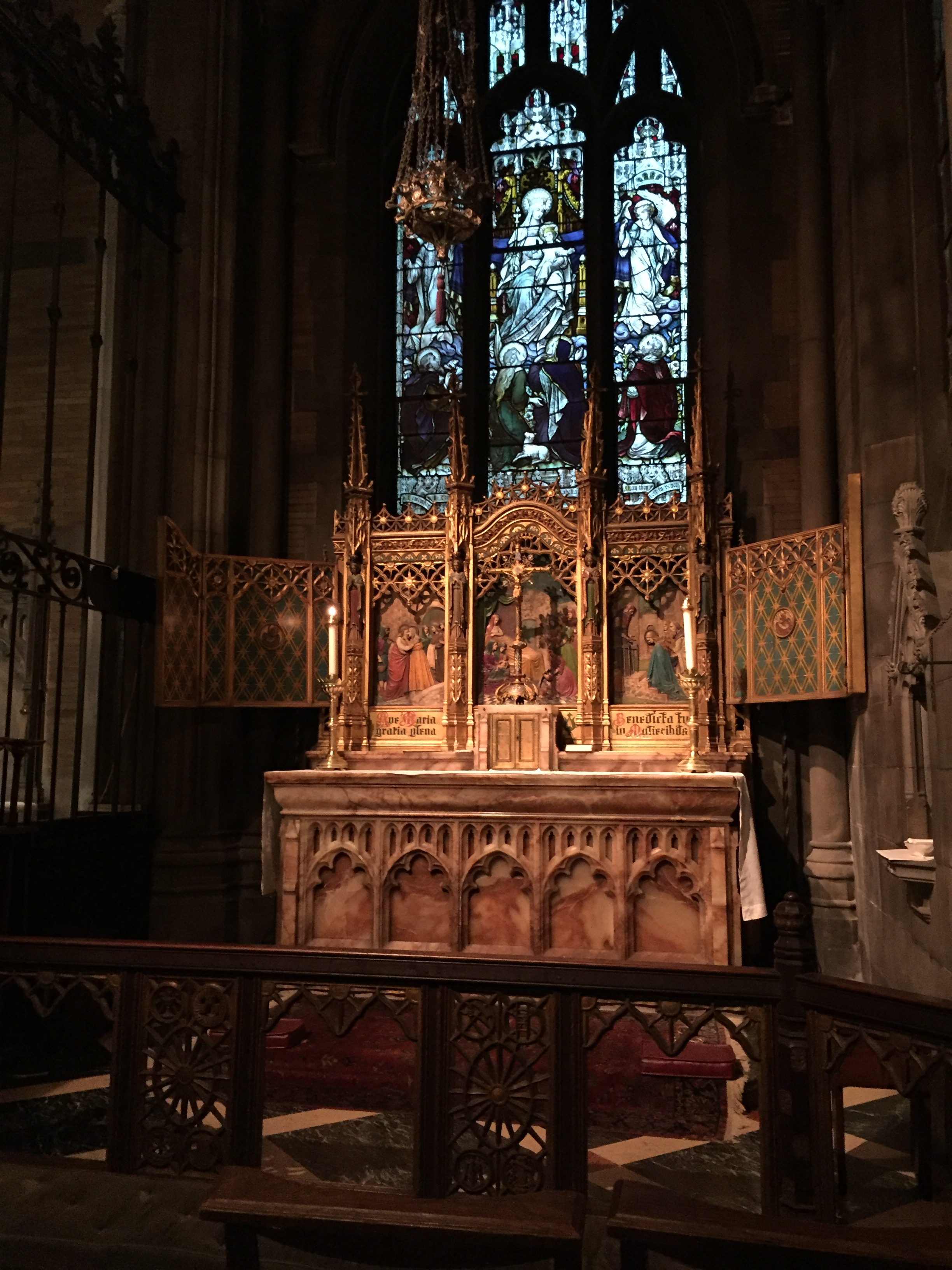
Altar de la Capilla de la Virgen
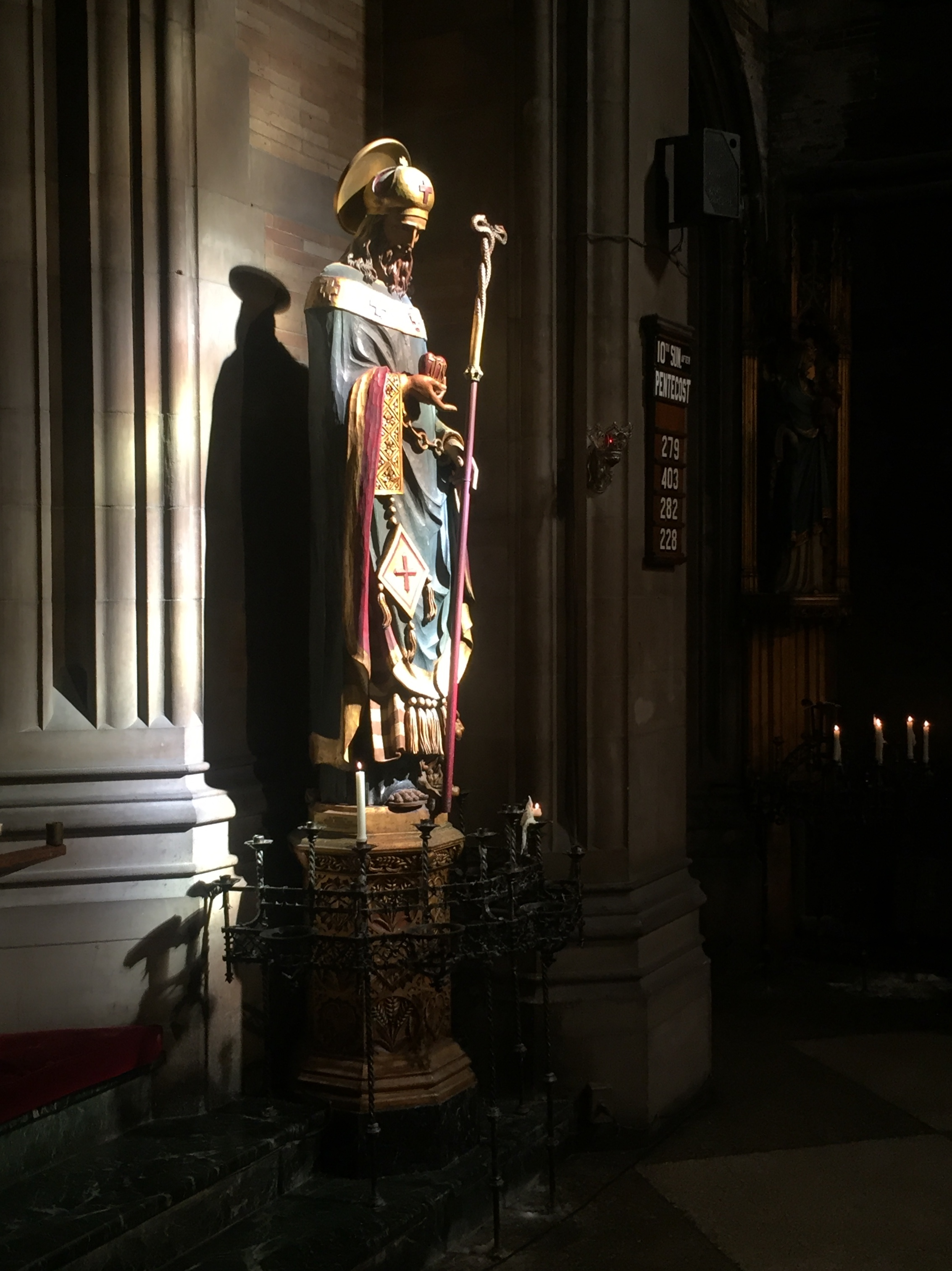
Estatua de San Ignacio de Antioquía
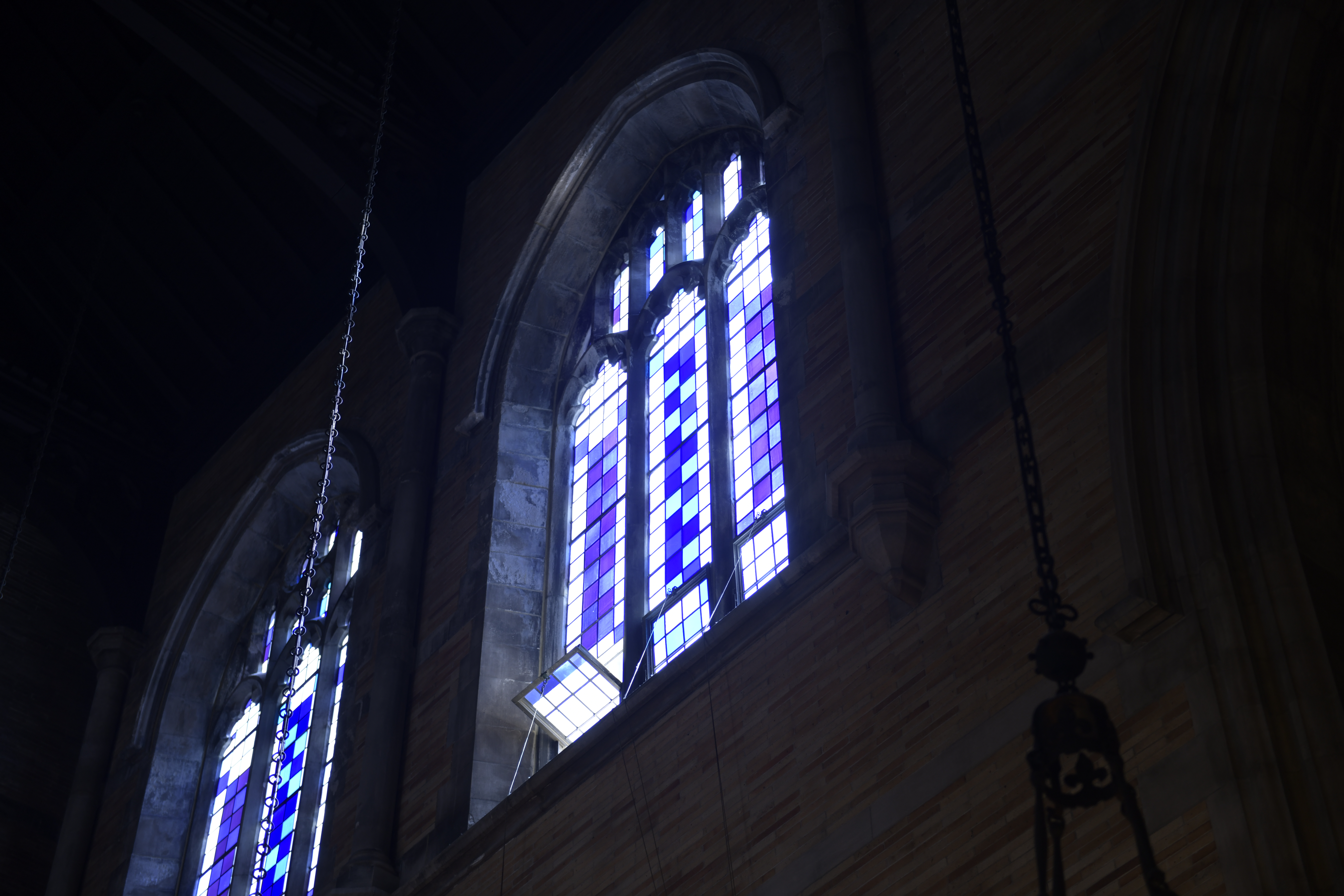
Ventanas de triforio en el muro sur de la nave
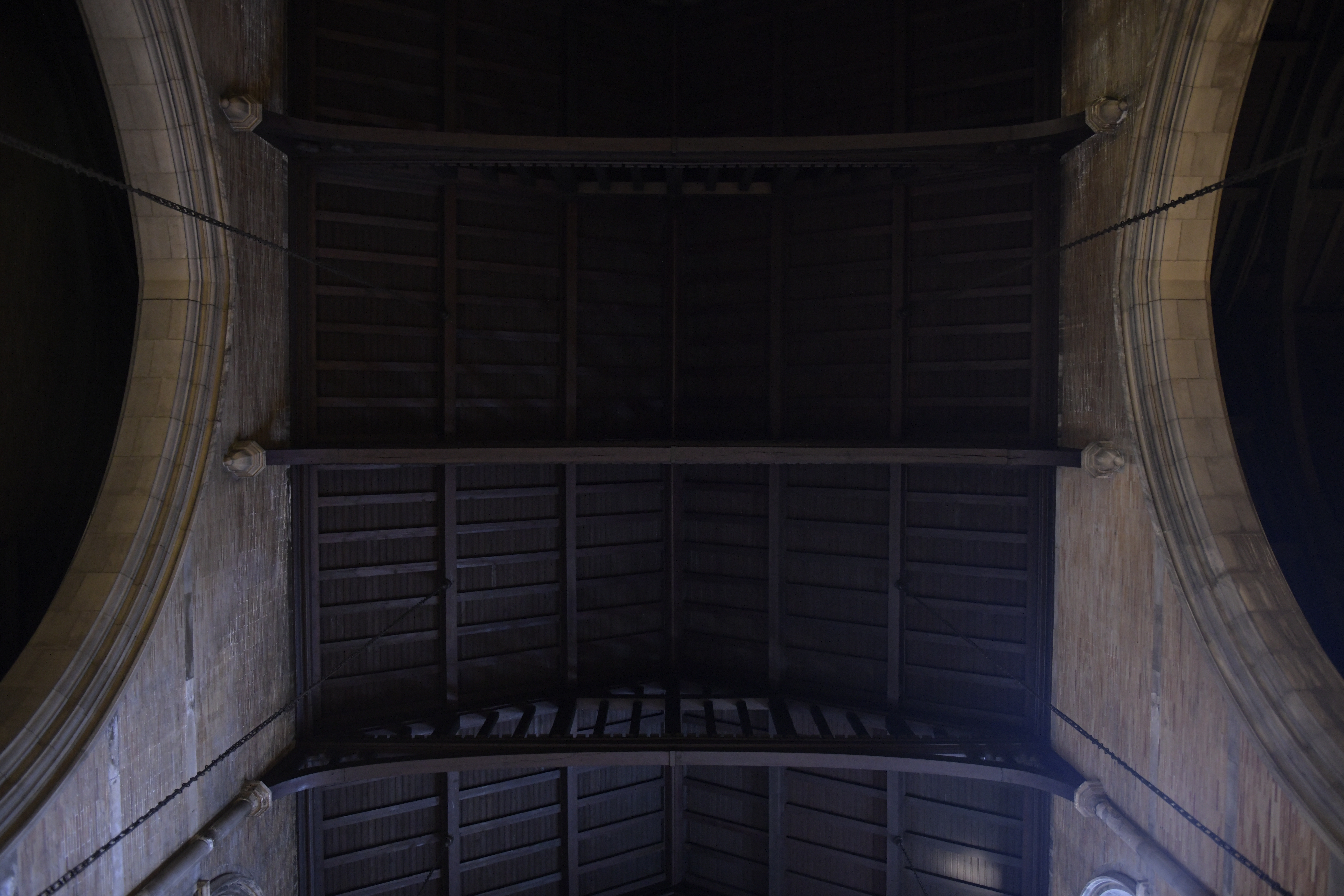
Techo de vigas de madera
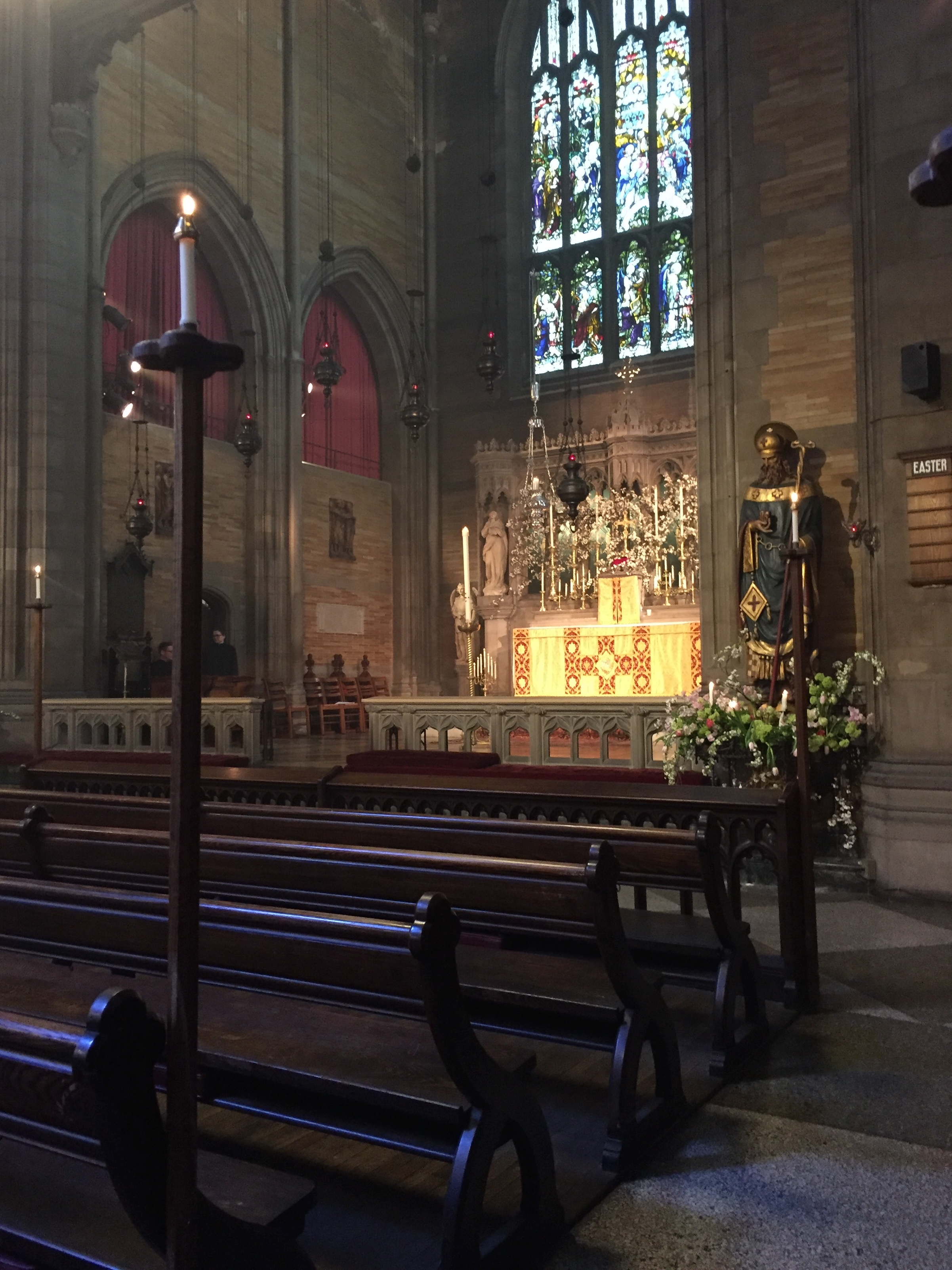
La iglesia en Semana Santa